# Carl Møller
Carl Martin August Møller (Aarhus, 24 agosto 1887 – Stratford, 27 agosto 1948) è stato un canottiere danese.

## Palmarès

### Olimpiadi
- 1 medaglia:
  - 1 oro (Stoccolma 1912 nel quattro con inriggers)